# Funky G
Funky G è un popolare duo di musica dance in Serbia e Bosnia ed Erzegovina soprattutto ma anche negli altri paesi dell'ex-Jugoslavia.
Funky G è stato uno dei primi gruppi a promuovere musica dance in Serbia. Diventarono famosi con il loro primo album, nel 1994, "Samo u Snu" (Solo nei sogni), dando slancio alla musica dance nell'ex Jugoslavia.
Membri del duo erano Anabela Bukva (voce) e suo ex marito Gagi Đogani (nome alla nascita: Gazmen Gjogaj). Anabela è nata a Goražde, Bosnia ed Erzegovina (allora Jugoslavia) e diplomata a Sarajevo. Gagi, il leader della band, è fratello di Đole Đogani che è leader di un altro famoso gruppo dance serbo, Đogani. Come si evince dal cognome i fratelli Đogani sono di etnia Aškali, cioè rom di parlata albanese originari del Kosovo.
Nel 2009, dopo il divorzio di Gagi da Anabela, quest'ultima è stata sostituita nel gruppo da Marina Uzelac. Primo album registrato dal duo rinnovato è 'Pali Anđeo'. Anabela invece ha intrapreso una carriera da solista.

## Discografia
- 1994 - Samo u snu
- 1995 - Mi smo tu
- 1996 - Budi tu
- 1997 - Hej ti
- 1998 - Supersonic
- 1999 - Tebi
- 2000 - Dođi mi da
- 2001 - Napraviću lom
- 2002 - Napravi se lud
- 2003 - The Best off
- 2005 - Nedodirljiva
- 2007 - Osmi smrtni greh
- 2008 - Kafana na Balkanu
- 2009 - Pali Anđeo